# Posljednji Mohikanac (1992.)
Posljednji Mohikanac (engl. The Last of the Mohicans) je povijesni film čija se radnja odigrava 1757. za vrijeme Francusko-indijanskog rata, kojeg je producirala filmska kuća Morgan Creek Pictures. Film je režirao Michael Mann adaptirajući istoimenu knjigu Jamesa Fenimorea Coopera, kao i istoimeni film Georga Seitza iz 1936. godine, slijedeći više radnju filma nego knjigu. Glavni glumci su bili Daniel Day-Lewis, Madeleine Stowe i Jodhi Mai.
Soundtrack filma The Last of the Mohicans sadrži glazbu skladatelja Trevora Jonesa i Randya Edelmana, i Clannadovu pjesmu "I Will Find You". Glavna skladba filma je preuzeta od škotskog glazbenika Dougia MacLeana; "The Gael". Soundtrack je objavljen 25. rujna 1992. i doživio je velikii komercijalni i globalni uspjeh tijekom prikazivanja filma. I sam film je doživio komercijalni uspjeh zarađujući samo u kinima u SAD-u preko 75 mil. dolara.

## Radnja
Hawkeye (Daniel Day-Lewis) je Englez kojeg su odgojili Mohikanci. 
Njegove roditelje su ubili Francuzi, i pronašao ga je Mohikanac Chingachook (Russell Means) kod dva francuska lovca na krzna. Chingachook ga je adoptirao i Hawkeye postaje brat po krvi s Uncasom (Eric Schwei]). Hawkeye je bio vrstan izviđač i veliki lovac. U borbama upotrebljava dugu pušku koju je nazvao Ubojica jelena. 
U ratu koji je započeo indijanci zajedno s Hawkeyeom kreću se na zapad prema Can-tuck-ee. Na putu nailaze na engleskog majora i dvije dame, koji su upali u zasjedu postavljenu od Mague (Wes Studi), jednog od najboljih huronskih ratnika. Hawkeye prati Engleze do tvrđave Fort William Henry u kojoj pak biva zatvoren zbog pobune. Kada su Englezi kapitulirali i predali tvrđavu Francuzima, Hawkeye postaje francuski zatočenik.

## Uloge
- Daniel Day-Lewis kao Hawkeye/Nathaniel Poe
- Madeleine Stowe kao Cora Munro
- Russell Means kao Chingachgook
- Eric Schweig kao Unckao
- Jodhi May kao Alice Munro
- Steven Waddington kao major Duncan Heyward
- Wes Studi kao Magua
- Maurice Roëves kao pukovnik Edmund Munro
- Patrice Chéreau kao general Louis-Joseph de Montcalm

## Nagrade
Film je nagrađen Oscarom za najbolji zvuk 1992. godine.

## Vanjske poveznice
- The Last of the Mohicans u internetskoj bazi filmova IMDb-a